# Gorka Kizimskaja
Gorka Kizimskaja (ros. Горка Кизимская) – wieś w Rosji, w rejonie charowskim obwodu wołogodzkiego. W 2010 r. liczyła 8 mieszkańców.